# Teatro Navoi
El Teatro Navoi o la Ópera de Taskent (en uzbeko: Navoiy teatri) es el teatro nacional de ópera en Taskent, la capital del país asiático de Uzbekistán. Diseñado por Alekséi Shchúsev, el teatro fue construido entre 1942 y 1947 y se abrió al público en noviembre de ese último año, para celebrar el 500 aniversario del nacimiento de Alisher Navoi. Durante el período 1945-1947, los prisioneros de guerra japoneses participaron en la construcción de edificios en condiciones de trabajo forzado. El teatro tiene una capacidad de 1.400 espectadores. Su principal escenario tiene unos 540 metros cuadrados.